# Макнері (Луїзіана)
Макнері (англ. McNary) — селище (англ. village) в США, в окрузі Рапід штату Луїзіана. Населення — 201 особа (2020).

## Географія
Макнері розташоване за координатами 30°59′26″ пн. ш. 92°34′53″ зх. д. / 30.99056° пн. ш. 92.58139° зх. д. (30.990436, -92.581458).  За даними Бюро перепису населення США в 2010 році селище мало площу 4,85 км², з яких 4,77 км² — суходіл та 0,07 км² — водойми.

## Демографія
Згідно з переписом 2010 року, у селищі мешкало 211 осіб у 95 домогосподарствах у складі 68 родин. Густота населення становила 44 особи/км².  Було 103 помешкання (21/км²).
Расовий склад населення:
| - 77,7 % — білих - 10,4 % — чорних або афроамериканців - 1,9 % — корінних американців - 0,9 % — азіатів - 0,5 % — вихідців з тихоокеанських островів - 1,4 % — осіб інших рас |

До двох чи більше рас належало 7,1 %. Частка іспаномовних становила 6,2 % від усіх жителів.
За віковим діапазоном населення розподілялося таким чином: 15,6 % — особи молодші 18 років, 65,9 % — особи у віці 18—64 років, 18,5 % — особи у віці 65 років та старші. Медіана віку мешканця становила 49,7 року. На 100 осіб жіночої статі у селищі припадало 104,9 чоловіків;  на 100 жінок у віці від 18 років та старших — 100,0 чоловіків також старших 18 років.
Середній дохід на одне домашнє господарство  становив 49 710 доларів США (медіана — 42 083), а середній дохід на одну сім'ю — 55 988 доларів (медіана — 48 750). За межею бідності перебувало 22,1 % осіб, у тому числі 39,0 % дітей у віці до 18 років та 21,6 % осіб у віці 65 років та старших.
Цивільне працевлаштоване населення становило 72 особи. Основні галузі зайнятості: освіта, охорона здоров'я та соціальна допомога — 36,1 %, транспорт — 13,9 %, будівництво — 11,1 %, виробництво — 8,3 %.